# Diego Padrón Sánchez

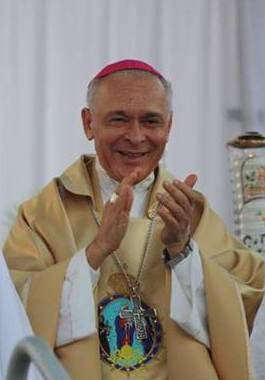
Diego Padrón, 2013

Kardinalswappen von Diego Padrón

Diego Rafael Kardinal Padrón Sánchez (* 17. Mai 1939 in Montalbán, Venezuela) ist ein venezolanischer Geistlicher und emeritierter römisch-katholischer Erzbischof von Cumaná.

## Leben
Diego Padrón empfing am 4. August 1963 die Priesterweihe für das Bistum Valencia en Venezuela. Danach studierte er Philosophie, Philologie und Literaturwissenschaft am Instituto Profesional de Magisterio des Instituto Pedagógico de Caracas und war Lehrer für Latein und Spanisch. Er folgten postgraduale Studien der Biblische Theologie an der Päpstlichen Universität Gregoriana in Rom (Abschluss als Lizentiat der Theologie) und der Biblischen Realienkunde und Christlichen Archäologie am Studium Biblicum Franciscanum in Jerusalem. Nach seiner Rückkehr nach Venezuela unterrichtete Padrón Neutestamentliches Griechisch und Biblische Theologie am Universitätsinstitut Santa Rose de Lima in Caracas.
Papst Johannes Paul II. ernannte ihn am 4. April 1990 zum Weihbischof in Caracas, Santiago de Venezuela und Titularbischof von Gisipa. Der Erzbischof von Caracas, Santiago de Venezuela, José Alí Kardinal Lebrún Moratinos, spendete ihm am 27. Mai 1990 die Bischofsweihe; Mitkonsekratoren waren Domingo Roa Pérez, Erzbischof von Maracaibo, und Miguel Antonio Salas Salas CIM, Erzbischof von Mérida.
Am 7. Mai 1994 wurde er zum Bischof von Maturín ernannt und am 23. Juli desselben Jahres in das Amt eingeführt. Am 27. März 2002 wurde er zum Erzbischof von Cumaná ernannt.
Papst Franziskus nahm am 24. Mai 2018 seinen altersbedingten Rücktritt an. Nach seiner Emeritierung war er Pfarrer der Pfarrei La Inmaculada in Camoruco (Isla Margarita). Diego Padrón ist weiterhin Präsident der Sociedad de Catequetas Latinoamericanos (SCALA), des Verbandes der lateinamerikanischen Religionspädagogen.
Im Konsistorium vom 30. September 2023 nahm ihn Papst Franziskus als Kardinalpriester mit der Titelkirche San Gaetano in das Kardinalskollegium auf. Die Besitzergreifung seiner Titelkirche fand am 16. November 2024 statt. Aufgrund seines Alters von mehr als 80 Jahren ist er bei einem Konklave nicht wahlberechtigt.

## Schriften
- El misterio de la Santísima Trinidad en nuestra vida ordinaria. Retos para la catequesis. In: Medellín. Teología y pastoral para América Latina y El Caribe, ISSN 0121-4977, Jg. 26 (2000), Nr. 104, S. 451–456.
- La iglesia en el Documento de Santo Domingo. In: Nuevo Mundo. Revista de orientación pastoral latinoamericana. Jg. 29 (1993), Nr. 159, S. 43–52.